# 音樂組合
音樂組合是一個專指由複數音樂家所結成之集團的日本造詞。主要使用於J-POP，通常簡稱為組合（unit）。
從組織或部隊的「unit」一詞原意派生而來，本詞彙被使用於專指「為了（音樂的）創作、表現活動而聚集的複數成員集團」。不僅音樂，以舞蹈及戲劇為首，亦開始在各個領域中使用了相同含義的組合一詞。
與樂團或團體這樣的詞彙之差異等，關於語意並無明確地定義，但主要使用於下述事例。

## 稱呼為組合的使用事例
- 通常為做著個別活動的藝人們所結成的團體（亦被稱為超級樂團、合作）。
例：COMPLEX（日语：COMPLEX）、井上陽水奥田民生（日语：井上陽水奥田民生）、Toraji・Haiji、修二與彰、後浦夏美等。
  - 通常為擁有音樂以外本職才能的藝人所組成的團體。

例：H Jungle with t（日语：H Jungle with t）、浜田雅功と槇原敬之（日语：浜田雅功と槇原敬之）、火箭人（府川亮（日语：ふかわりょう）・小西康陽（日语：小西康陽））等。
- 由團體內一部分成員所結成的另外團體。
例：小早安、ミニモニ。（日语：ミニモニ。）、手越增田、No3b、French Kiss、Not yet、走廊奔跑隊7、大宮SK等。
- 由電視節目等企畫所結成的團體。
例：口袋餅乾、野猿（日语：野猿）、羞恥心、Pabo（日语：Pabo）、矢島美容室（日语：矢島美容室）、NO PLAN（日语：NO PLAN）等。
- 以由吉他手+貝斯手+鼓手+主唱（+鍵盤手）等這種在大眾音樂中的一般樂團編制不同的成員所構成的團體。由電腦編曲（日语：打ち込み）演奏的團體。
例：DREAMS COME TRUE、TM NETWORK、決明子、globe、access（日语：access (音楽ユニット)）、My Little Lover、Every Little Thing等。
  - 除了正式成員外，通過加入支援樂手成立演奏的團體。

例：B'z、色情塗鴉、VAMPS等。
  - 僅由歌手所構成，所謂的演唱團體。舞蹈系團體。

例：SPEED、TRF、EXILE、w-inds.、AAA、dream、Lead、Perfume等。
- 由SOLO藝人與伴奏樂團（有時亦會包含工作人員）所構成的集團＝一人樂團（日语：一人バンド）（別名：個人組合、個人企劃）。
例：Cornelius（＝小山田圭吾）、ZARD（＝坂井泉水與其夥伴）、T.M.Revolution（＝西川貴教）、ENDLICHERI☆ENDLICHERII（＝堂本剛）等。

## 主要音樂組合
- ICE（日语：ICE (音楽グループ)）：首個用「組合」一詞來表現他們自身的音樂集團。
- アクアマリン (音楽ユニット)（日语：アクアマリン (音楽ユニット)）
- Eyes (ユニット)（日语：Eyes (ユニット)）
- AIS (ユニット)（日语：AIS (ユニット)）
- fripSide
- Hey! Say! 7
- A.C.E. (音楽ユニット)（日语：A.C.E. (音楽ユニット)）
- LIMITBREAK（日语：LIMITBREAK）
- SingerSongDrivers（日语：SingerSongDrivers）
- U/S（日语：U/S）
- VENUS (2007年結成のアイドルユニット)（日语：VENUS (2007年結成のアイドルユニット)）
- Iceman（日语：Iceman）
- I-dep（日语：I-dep）
- I-nos（日语：I-nos）
- Airots（日语：Airots）
- AUN J-CLASSIC ORCHESTRA（日语：AUN J-CLASSIC ORCHESTRA）
- アカシック（日语：アカシック）
- 紅音（日语：紅音）
- アキダス（日语：アキダス）
- AKIRADEATH（日语：AKIRADEATH）
- Access (音楽ユニット)（日语：Access (音楽ユニット)）
- ASA-CHANG&巡礼（日语：ASA-CHANG&巡礼）
- Asayake production（日语：Asayake production）
- AsianTrinity（日语：AsianTrinity）
- 亜熱帯マジ-SKA爆弾（日语：亜熱帯マジ-SKA爆弾）
- Anonymass（日语：Anonymass）
- Amasia Landscape（日语：Amasia Landscape）
- Amazing Carnival（日语：Amazing Carnival）
- Aluto（日语：Aluto）
- Alma (音楽ユニット)（日语：Alma (音楽ユニット)）
- アルルカン洋菓子店（日语：アルルカン洋菓子店）
- ALEX (音楽プロジェクト)（日语：ALEX (音楽プロジェクト)）
- AREPOS（日语：AREPOS）
- Our Hour（日语：Our Hour）
- Angela
- Anti-Trench（日语：Anti-Trench）
- Iyiyim（日语：Iyiyim）
- ES CONNEXION（日语：ES CONNEXION）
- イクシード（日语：イクシード）
- イタリア6番地（日语：イタリア6番地）
- 市井紗耶香 in CUBIC-CROSS（日语：市井紗耶香 in CUBIC-CROSS）
- イデハル（日语：イデハル）
- 井上陽水奥田民生（日语：井上陽水奥田民生）
- イノヤマランド（日语：イノヤマランド）
- IMEHA（日语：IMEHA）
- IMERUAT（日语：IMERUAT）
- イリジウム (音楽ユニット)（日语：イリジウム (音楽ユニット)）
- インスタントシトロン（日语：インスタントシトロン）
- イモ欽トリオ（日语：イモ欽トリオ）
- Insheart（日语：Insheart）
- Interiors（日语：Interiors）
- Infinix（日语：Infinix）
- Vach（日语：Vach）
- VIZITORS（日语：VIZITORS）
- Water (音楽ユニット)（日语：Water (音楽ユニット)）
- UQiYO（日语：UQiYO）
- Uno (ミュージシャン)（日语：Uno (ミュージシャン)）
- ウルトラキャッツ（日语：ウルトラキャッツ）
- ウルトラ・リヴィング（日语：ウルトラ・リヴィング）
- AA&TOYSOX（日语：AA&TOYSOX）
- H.（日语：H.）
- ジ・エキセントリック・オペラ（日语：ジ・エキセントリック・オペラ）
- HIM-egg（日语：HIM-egg）
- AK LIVE（日语：AK LIVE）
- ACE (音楽ユニット)（日语：ACE (音楽ユニット)）
- EGO-WRAPPIN'（日语：EGO-WRAPPIN'）
- EZO (音楽グループ)（日语：EZO (音楽グループ)）
- ETERNAL JOURNEY（日语：ETERNAL JOURNEY）
- エドガー・サリヴァン（日语：エドガー・サリヴァン）
- N/（日语：N/）
- F-BLOOD（日语：F-BLOOD）
- Every Little Thing
- M-flo
- ELLIS（日语：ELLIS）
- Lol (團體)
- Lu7（日语：Lu7）
- ELEKTEL（日语：ELEKTEL）
- エレファントラブ（日语：エレファントラブ）
- Endive（日语：Endive）
- Orz (J-pop)（日语：Orz (J-pop)）
- おいしいうたファミリー（日语：おいしいうたファミリー）
- 大瀬戸千嶋（日语：大瀬戸千嶋）
- OOPARTZ（日语：OOPARTZ）
- 大宮SK
- オーラルヴァンパイア（日语：オーラルヴァンパイア）
- Ohana
- OPCEL（日语：OPCEL）
- Original flava（日语：Original flava）
- ORIGINAL LOVE（日语：ORIGINAL LOVE）
- ORANGENOISE SHORTCUT（日语：ORANGENOISE SHORTCUT）
- Orange pekoe（日语：Orange pekoe）
- 音卓の騎士（日语：音卓の騎士）
- GARDEN (音楽ユニット)（日语：GARDEN (音楽ユニット)）
- GARLAND (音楽ユニット)（日语：GARLAND (音楽ユニット)）
- カーリングシトーンズ（日语：カーリングシトーンズ）
- Girl next door
- Geisterbahnhofe（日语：Geisterbahnhofe）
- カサリンチュ（日语：カサリンチュ）
- KatoShoji（日语：KatoShoji）
- 雅音人（日语：雅音人）
- Kanon×kanon
- かのんぷ♪（日语：かのんぷ♪）
- CAPSULE
- 神様クラブ（日语：神様クラブ）
- Colorvariation（日语：Colorvariation）
- COLOR FILTER（日语：COLOR FILTER）
- GARNiDELiA
- カルxピン（日语：カルxピン）
- ガレージシャンソンショー（日语：ガレージシャンソンショー）
- GALLOW（日语：GALLOW）
- GARO Project（日语：GARO Project）
- GANJIN（日语：GANJIN）
- ギインズ（日语：ギインズ）
- キエるマキュウ（日语：キエるマキュウ）
- KIX-S（日语：KIX-S）
- KING (音楽ユニット)（日语：KING (音楽ユニット)）
- キネクト (SKE48内のユニット)（日语：キネクト (SKE48内のユニット)）
- 自由音樂
- キャラメルパッキング（日语：キャラメルパッキング）
- キャラメルペッパーズ（日语：キャラメルペッパーズ）
- Candle（日语：Candle）
- CANDLES（日语：CANDLES）
- Cutemen（日语：Cutemen）
- KILLER SMELLS（日语：KILLER SMELLS）
- King Cream Soda
- クアドラフォニクス（日语：クアドラフォニクス）
- CooRie
- QU-E（日语：QU-E）
- □□□（日语：□□□）
- グックル（日语：グックル）
- Good Coming（日语：Good Coming）
- Good By Gloomy（日语：Good By Gloomy）
- クラウソラス (音楽ユニット)（日语：クラウソラス (音楽ユニット)）
- Crouching Boys（日语：Crouching Boys）
- Clacks（日语：Clacks）
- クリスタルズ (日本のユニット)（日语：クリスタルズ (日本のユニット)）
- 栗もえか（日语：栗もえか）
- クルール（日语：クルール）
- Croon（日语：Croon）
- Craydoll（日语：Craydoll）
- クレヨン社（日语：クレヨン社）
- Globe
- 黒船 (音楽グループ)（日语：黒船 (音楽グループ)）
- 黒百合姉妹（日语：黒百合姉妹）
- GEISHA GIRLS（日语：GEISHA GIRLS）
- K.D earth（日语：K.D earth）
- ケラケラ（日语：ケラケラ）
- 幻覚植物研究所（日语：幻覚植物研究所）
- ゲルニカ（日语：ゲルニカ (バンド)）
- コアラモード.（日语：コアラモード.）
- Co-star（日语：Co-star）
- コーヒーカラー（日语：コーヒーカラー）
- CALL (音楽グループ)（日语：CALL (音楽グループ)）
- COCU*（日语：COCU*）
- Coco←musika（日语：Coco←musika）
- Gottz & MUD（日语：Gottz & MUD）
- 箏座（日语：箏座）
- コトノハクロニクル（日语：コトノハクロニクル）
- 五人囃子 (欅坂46内のユニット)（日语：五人囃子 (欅坂46内のユニット)）
- 古武道 (乐团)
- ゴマルヨンズボン（日语：ゴマルヨンズボン）
- COLTEMONIKHA（日语：COLTEMONIKHA）
- SURFACE（日语：SURFACE）
- PSYCHEDELIC SUBMARINE（日语：PSYCHEDELIC SUBMARINE）
- Cyber Nation Network（日语：Cyber Nation Network）
- SaGa（日语：SaGa）
- The KAH（日语：The KAH）
- SAKISHIMA meeting（日语：SAKISHIMA meeting）
- The Seeker（日语：The Seeker）
- The Super Ball（日语：The Super Ball）
- 作曲集団「風の会」（日语：作曲集団「風の会」）
- The sad sad planet（日语：The sad sad planet）
- Satellite Young（日语：Satellite Young）
- The Black Stripes（黒縞屋）（日语：The Black Stripes（黒縞屋））
- The Blue Films（日语：The Blue Films）
- The Mercury Sound（日语：The Mercury Sound）
- SAMURAI APARTMENT（日语：SAMURAI APARTMENT）
- SAMURIDE WORLD（日语：SAMURIDE WORLD）
- さんじゅうしち☆はち（日语：さんじゅうしち☆はち）
- SandyTrip（日语：SandyTrip）
- The SunPaulo（日语：The SunPaulo）
- Sunbrain（日语：Sunbrain）
- SALON MUSIC（日语：SALON MUSIC）
- C;ON（日语：-{C;ON}-）
- JIVE (ユニット)（日语：JIVE (ユニット)）
- SEED (音楽ユニット)（日语：SEED (音楽ユニット)）
- She-Shell（日语：She-Shell）
- See-Saw
- GTS (DJグループ)（日语：GTS (DJグループ)）
- 獅子舞でん舎（日语：獅子舞でん舎）
- シジマサウンズ（日语：シジマサウンズ）
- SHI-SHONEN（日语：SHI-SHONEN）
- シトラス (音楽ユニット)（日语：シトラス (音楽ユニット)）
- 島田紳助&バスガス爆発楽団（日语：島田紳助&バスガス爆発楽団）
- シャナヒー（日语：シャナヒー）
- ジャニーズ関連OBユニット（日语：ジャニーズ関連OBユニット）
- Jungle Smile（日语：Jungle Smile）
- SCHWEIN（日语：SCHWEIN）
- シューク・フラッシュ!（日语：シューク・フラッシュ!）
- ジュエミリア（日语：ジュエミリア）
- Sucrette（日语：Sucrette）
- Chouchou（日语：Chouchou）
- ジュスカ・グランペール（日语：ジュスカ・グランペール）
- Jobutsu Project（日语：Jobutsu Project）
- シンギンザレイン（日语：シンギンザレイン）
- Synchronized DNA（日语：Synchronized DNA）
- ジンサク（日语：ジンサク）
- 星期三的康帕內拉
- Sweet Vacation（日语：Sweet Vacation）
- Super Soy Source（日语：Super Soy Source）
- スーパー!?テンションズ（日语：スーパー!?テンションズ）
- Superfly
- SUPER BELL"Z（日语：SUPER BELL"Z）
- ZUKAN（日语：ZUKAN）
- 無限開關
- Screaming Frogs（日语：Screaming Frogs）
- スケッチ・ショウ（日语：スケッチ・ショウ）
- SKELT 8 BAMBINO（日语：SKELT 8 BAMBINO）
- 鈴木聖美 with Rats&Star（日语：鈴木聖美 with Rats&Star）
- Style-3!（日语：Style-3!）
- Still Small Voice（日语：Still Small Voice）
- Stereo criminals（日语：Stereo criminals）
- Strawberry Record（日语：Strawberry Record）
- スパニッシュ・コネクション（日语：スパニッシュ・コネクション）
- スピカペラ（日语：スピカペラ）
- スピニッヂ・パワー（日语：スピニッヂ・パワー）
- スプラッシュ・キャンディー（日语：スプラッシュ・キャンディー）
- Smart (音楽ユニット)（日语：Smart (音楽ユニット)）
- Sleepin' JohnnyFish（日语：Sleepin' JohnnyFish）
- 世紀末音楽研究所（日语：世紀末音楽研究所）
- SEIRIOS（日语：SEIRIOS）
- Z団（日语：Z団）
- セラニポージ（日语：セラニポージ）
- S.E.N.S.
- Soulife（日语：Soulife）
- ソウル・フラワー・アコースティック・パルチザン（日语：ソウル・フラワー・アコースティック・パルチザン）
- Sober
- SOTTE BOSSE（日语：SOTTE BOSSE）
- Sone+JitteryJackal（日语：Sone+JitteryJackal）
- Softly (音楽グループ)（日语：Softly (音楽グループ)）
- SALT&SUGAR（日语：SALT&SUGAR）
- Soul Camp (音楽ユニット)（日语：Soul Camp (音楽ユニット)）
- Taja（日语：Taja）
- 太鼓ユニット我龍（日语：太鼓ユニット我龍）
- Tatsumaki（日语：Tatsumaki）
- DUBSENSEMANIA（日语：DUBSENSEMANIA）
- TAMTAM (音楽ユニット)（日语：TAMTAM (音楽ユニット)）
- タンクトップス（日语：タンクトップス）
- Team.ねこかん【猫】（日语：Team.ねこかん【猫】）
- ちめいど（日语：ちめいど）
- チャラン・ポ・ランタン（日语：チャラン・ポ・ランタン）
- チュラマナ（日语：チュラマナ）
- CHOCOLATE MIX（日语：CHOCOLATE MIX）
- ツヅリ・ヅクリ（日语：ツヅリ・ヅクリ）
- TUYU
- Day after tomorrow
- D-Z（日语：D-Z）
- D-LOOP（日语：D-LOOP）
- TYO (音楽ユニット)（日语：TYO (音楽ユニット)）
- Daisy×Daisy
- T jungle m（日语：T jungle m）
- This Time（日语：This Time）
- Dip in the pool（日语：Dip in the pool）
- TekNOTO（日语：TekNOTO）
- Detune.（日语：Detune.）
- TETUJAPAN（日语：TETUJAPAN）
- テトラプルトラップ（日语：テトラプルトラップ）
- テニスコーツ（日语：テニスコーツ）
- Demetori（日语：Demetori）
- Dual Dream（日语：Dual Dream）
- TERRA (音楽ユニット)（日语：TERRA (音楽ユニット)）
- 天才凡人（日语：天才凡人）
- 天地人 (音楽ユニット)（日语：天地人 (音楽ユニット)）
- 天誅 (バンド)（日语：天誅 (バンド)）
- TWO TRIBES（日语：TWO TRIBES）
- TWO-MIX
- TOGI+BAO（日语：TOGI+BAO）
- 東京最前線（日语：東京最前線）
- 東京ザヴィヌルバッハ（日语：東京ザヴィヌルバッハ）
- 東京バナナボーイズ（日语：東京バナナボーイズ）
- 東京パノラママンボボーイズ（日语：東京パノラママンボボーイズ）
- To Be Continued
- とうめいロボ（日语：とうめいロボ）
- TWICE (日本の音楽グループ)（日语：TWICE (日本の音楽グループ)）
- 遠TONE音
- 本命年組合
- Drunk Monkeys (バンド)（日语：Drunk Monkeys (バンド)）
- Transquillo（日语：Transquillo）
- Tricolor (音楽ユニット)（日语：Tricolor (音楽ユニット)）
- Dolce Triade（日语：Dolce Triade）
- Naomi & goro（日语：Naomi & goro）
- 名古屋ギター女子部（日语：名古屋ギター女子部）
- ナスカ (乃木坂46内のユニット)（日语：ナスカ (乃木坂46内のユニット)）
- NAZWA!（日语：NAZWA!）
- Nada
- NUTS
- ナナ・イロ（日语：ナナ・イロ）
- 7bitz（日语：7bitz）
- NaNoMoRaL（日语：NaNoMoRaL）
- 夏色 (乐队)
- 20世紀Jr.（日语：20世紀Jr.）
- 西野亮廣とおかめシスターズ（日语：西野亮廣とおかめシスターズ）
- ニャンギラス（日语：ニャンギラス）
- にゃんぷりーと（日语：にゃんぷりーと）
- Naja
- Neko Hacker（日语：Neko Hacker）
- 猫夜叉（日语：猫夜叉）
- 捏造と贋作（日语：捏造と贋作）
- (K)NoW NAME
- ノーズウォーターズ（日语：ノーズウォーターズ）
- No Lie-Sense（日语：No Lie-Sense）
- Nostalgic-Scopes（日语：Nostalgic-Scopes）
- パーキッツ（日语：パーキッツ）
- BARGAINS（日语：BARGAINS）
- Virgin Berry（日语：Virgin Berry）
- Part2style（日语：Part2style）
- HI-PRIX（日语：HI-PRIX）
- ハイポジ（日语：ハイポジ）
- パオパオ堂。（日语：パオパオ堂。）
- Buzz☆Vibes（日语：Buzz☆Vibes）
- パソコン音楽クラブ（日语：パソコン音楽クラブ）
- HAT（日语：HAT）
- 華風月（日语：華風月）
- Paris match（日语：Paris match）
- HALIFANIE（日语：HALIFANIE）
- PALU（日语：PALU）
- PANDA 1/2（日语：PANDA 1/2）
- ハンバーグ&カニクリームコロッケ（日语：ハンバーグ&カニクリームコロッケ）
- →Pia-no-jaC←（日语：→Pia-no-jaC←）
- ビーグルクルー（日语：ビーグルクルー）
- 陽影月（日语：陽影月）
- 東口トルエンズ（日语：東口トルエンズ）
- BIGBELL（日语：BIGBELL）
- 日々かりめろ（日语：日々かりめろ）
- 秘密博士とエンペラーズ（日语：秘密博士とエンペラーズ）
- HIRA^O SAKI（日语：HIRA^O SAKI）
- V.WEST（日语：V.WEST）
- FictionJunction YUUKA
- Fiima（日语：Fiima）
- FILMS（日语：FILMS）
- Pool bit boys（日语：Pool bit boys）
- FAIRCHILD (バンド)（日语：FAIRCHILD (バンド)）
- Fairlife（日语：Fairlife）
- Festa mode（日语：Festa mode）
- 4-EVER（日语：4-EVER）
- 4D-JAM（日语：4D-JAM）
- フォネオリゾーン（日语：フォネオリゾーン）
- Fonogenico（日语：Fonogenico）
- 福耳 (音楽)（日语：福耳 (音楽)）
- 豚乙女（日语：豚乙女）
- PrivatePassword（日语：PrivatePassword）
- ぷらそにか（日语：ぷらそにか）
- BLACK JAXX（日语：BLACK JAXX）
- BRADBERRY ORCHESTRA（日语：BRADBERRY ORCHESTRA）
- FripSide
- Princess China Music Orchestra（日语：Princess China Music Orchestra）
- Blueberry & Yogurt（日语：Blueberry & Yogurt）
- Bluem of Youth（日语：Bluem of Youth）
- Plutrio（日语：Plutrio）
- フレンズ (ユニット)（日语：フレンズ (ユニット)）
- フレンズ・オブ・アース（日语：フレンズ・オブ・アース）
- FlowBack
- PROJECT MOONLIGHT CAFE（日语：PROJECT MOONLIGHT CAFE）
- FLOPPY (ユニット)（日语：FLOPPY (ユニット)）
- Prof.Moriarty & Smiley-Todd（日语：Prof.Moriarty & Smiley-Todd）
- Blondy bon Bianca（日语：Blondy bon Bianca）
- VELVET GARDEN（日语：VELVET GARDEN）
- Beret（日语：Beret）
- Peronica（日语：Peronica）
- VOICE OF LOVE POSSE（日语：VOICE OF LOVE POSSE）
- ボーイ・ミーツ・ガール (音楽ユニット)（日语：ボーイ・ミーツ・ガール (音楽ユニット)）
- 僕道1号（日语：僕道1号）
- ボサノバカサノバ（日语：ボサノバカサノバ）
- ポニーテールリボンズ（日语：ポニーテールリボンズ）
- Miami
- My Little Lover
- 松千（日语：松千）
- Mad Soldiers（日语：Mad Soldiers）
- 真瑠梨與隆雅
- マレフィス（日语：マレフィス）
- MYTH & ROID
- Musicscape（日语：Musicscape）
- ミスゴブリン（日语：ミスゴブリン）
- MUFAS（日语：MUFAS）
- METAFIVE（日语：METAFIVE）
- MOTOCOMPO（日语：MOTOCOMPO）
- 桃梨（日语：桃梨）
- モンキーラビット（日语：モンキーラビット）
- ヤスミン（日语：ヤスミン）
- 調皮鬼
- YOUNGER GENERATION（日语：YOUNGER GENERATION）
- Young Juvenile Youth（日语：Young Juvenile Youth）
- Eufonius
- YOSSY LITTLE NOISE WEAVER（日语：YOSSY LITTLE NOISE WEAVER）
- Lion Heads（日语：Lion Heads）
- Laica breeze（日语：Laica breeze）
- ライス兄弟（日语：ライス兄弟）
- RiceRiot（日语：RiceRiot）
- 雷蔵（日语：雷蔵）
- ROUND TABLE
- Razz.（日语：Razz.）
- Ranai（日语：Ranai）
- ラバーキャロッツ（日语：ラバーキャロッツ）
- La!ハラトミ太鼓（日语：La!ハラトミ太鼓）
- ラブハンドルズ（日语：ラブハンドルズ）
- LOVE,PEACE&TRANCE（日语：LOVE,PEACE&TRANCE）
- LaB LIFe（日语：LaB LIFe）
- Rough laugh（日语：Rough laugh）
- Lambsey
- Ram Jam World（日语：Ram Jam World）
- RiZ（日语：RiZ）
- Rita Rit.（日语：Rita Rit.）
- Little by little（日语：Little by little）
- The Little Monsters Family（日语：The Little Monsters Family）
- 凛
- Le Couple（日语：Le Couple）
- LEOPALDON（日语：LEOPALDON）
- REVERBEE（日语：REVERBEE）
- ロジック・システム（日语：ロジック・システム）
- YK型（日语：YK型）
- WILD STYLE（日语：WILD STYLE）
- わたしのねがいごと。（日语：わたしのねがいごと。）
- Wonder-holic（日语：Wonder-holic）
- 1LOVE（日语：1LOVE）

傑尼斯關連企劃組合
聲優組合
Hello! Project的組合
- あぁ!
- 冰淇淋少女組。
- アテナ&ロビケロッツ（日语：アテナ&ロビケロッツ）
- 安倍なつみ&矢島舞美（℃-ute）（日语：安倍なつみ&矢島舞美（℃-ute））
- あややムwithエコハムず（日语：あややムwithエコハムず）
- ANGERME
- 生態早安。
- Elder Club
- 音樂Gatas
- 守護之星4
- Gatas Brilhantes H.P.
- かみいしなか かな（日语：かみいしなか かな）
- Country Girls
- Country Girls
- GAM
- ℃-ute
- 閃閃☆亮亮
- 椰果少女組。
- Kobushi Factory
- 後松藤
- サシニング娘。（日语：サシニング娘。）
- SI☆NA
- シェキドル（日语：シェキドル）
- 重ピンク、こはっピンク（日语：重ピンク、こはっピンク）
- ZYX（日语：ZYX）
- シャッフルユニット（日语：シャッフルユニット）
- Juice=Juice
- 守護甜心EGG!
- 大小姐
- 太陽與月亮
- W (Double U)
- 早安少女組。誕生10年紀念隊
- タンポポ (ハロー!プロジェクト)（日语：タンポポ (ハロー!プロジェクト)）
- チャオ ベッラ チンクエッティ（日语：チャオ ベッラ チンクエッティ）
- 月島きらり starring 久住小春 (モーニング娘。)
- Tsubaki Factory
- DEF.DIVA
- ともいき・木を植えたい（日语：ともいき・木を植えたい）
- 後浦夏美
- High-King
- H.P.オールスターズ（日语：H.P.オールスターズ）
- Hello! Project Kids
- ハロー!プロジェクト モベキマス（日语：ハロー!プロジェクト モベキマス）
- ハロプロ・オールスターズ（日语：ハロプロ・オールスターズ）
- ハロプロ関西（日语：ハロプロ関西）
- Hello! Pro研修生
- ハロプロ台湾（日语：ハロプロ台湾）
- ピーベリー (音楽ユニット)（日语：ピーベリー (音楽ユニット)）
- 美勇傳
- BEYOOOOONDS
- 小早安
- Berryz工房
- Buono!
- ポッキーガールズ&ビーナスムース（日语：ポッキーガールズ&ビーナスムース）
- ミニハムず（日语：ミニハムず）
- ミニモニ。（日语：ミニモニ。）
- MilkyWay (ハロー!プロジェクト)（日语：MilkyWay (ハロー!プロジェクト)）
- メトロラビッツH.P.（日语：メトロラビッツH.P.）
- 哈密瓜紀念日
- 早安少女組。
- 早安少女組。乙女組
- 早安少女組。櫻花組
- リルぷりっ (ハロー!プロジェクト)（日语：リルぷりっ (ハロー!プロジェクト)）
- レインボーピンク（日语：レインボーピンク）
- ROMANS（日语：ROMANS）
- WaT×ハロー!プロジェクト（日语：WaT×ハロー!プロジェクト）
- Wonderful Hearts

## 關連項目
- 樂團
- 流行樂音樂家列表 (團體)（日语：ポピュラー音楽の音楽家一覧 (グループ)）
- 流行樂音樂家列表 (日本・團體)（日语：ポピュラー音楽の音楽家一覧 (日本・グループ)）